# Lycaena editha
Lycaena editha är en fjärilsart som beskrevs av Mead 1878. Lycaena editha ingår i släktet Lycaena och familjen juvelvingar. Inga underarter finns listade i Catalogue of Life.